# Seznam dílů seriálu Foylova válka
Toto je seznam dílů seriálu Foylova válka.

## Přehled řad
| Řada | Díly | Premiéra v VB      | Premiéra v VB      | Premiéra v ČR      | Premiéra v ČR      |
| Řada | Díly | První díl          | Poslední díl       | První díl          | Poslední díl       |
| ---- | ---- | ------------------ | ------------------ | ------------------ | ------------------ |
| 1    | 4    | 27. října 2002     | 17. listopadu 2002 | 8. května 2005     | 29. května 2005    |
| 2    | 4    | 16. listopadu 2003 | 7. prosince 2003   | 5. června 2005     | 26. června 2005    |
| 3    | 4    | 24. října 2004     | 14. listopadu 2004 | 3. července 2005   | 24. července 2005  |
| 4    | 4    | 15. ledna 2006     | 15. dubna 2007     | 19. října 2008     | 9. listopadu 2008  |
| 5    | 3    | 6. ledna 2008      | 20. dubna 2008     | 16. listopadu 2008 | 30. listopadu 2008 |
| 6    | 3    | 11. dubna 2010     | 25. dubna 2010     | 3. ledna 2013      | 17. ledna 2013     |
| 7    | 3    | 24. března 2013    | 7. dubna 2013      | nebylo vysíláno    | nebylo vysíláno    |
| 8    | 3    | 4. ledna 2015      | 18. ledna 2015     | nebylo vysíláno    | nebylo vysíláno    |

## Seznam dílů

### První řada (2002)
| Č. v seriálu | Č. v řadě | Původní název      | Český název    | Režie             | Scénář           | Premiéra v VB      | Premiéra v ČR   |
| ------------ | --------- | ------------------ | -------------- | ----------------- | ---------------- | ------------------ | --------------- |
| 1            | 1         | The German Woman   | Němka          | Jeremy Silberston | Anthony Horowitz | 27. října 2002     | 8. května 2005  |
| 2            | 2         | The White Feather  | Bílé pírko     | Jeremy Silberston | Anthony Horowitz | 3. listopadu 2002  | 15. května 2005 |
| 3            | 3         | A Lesson in Murder | Lekce vraždění | David Thacker     | Anthony Horowitz | 10. listopadu 2002 | 22. května 2005 |
| 4            | 4         | Eagle Day          | Den orla       | Jeremy Silberston | Anthony Horowitz | 17. listopadu 2002 | 29. května 2005 |

### Druhá řada (2003)
| Č. v seriálu | Č. v řadě | Původní název | Český název           | Režie             | Scénář                             | Premiéra v VB      | Premiéra v ČR   |
| ------------ | --------- | ------------- | --------------------- | ----------------- | ---------------------------------- | ------------------ | --------------- |
| 5            | 1         | Fifty Ships   | Padesát lodí          | Giles Foster      | Anthony Horowitz                   | 16. listopadu 2003 | 5. června 2005  |
| 6            | 2         | Among the Few | Jeden z hrstky pilotů | Jeremy Silberston | Anthony Horowitz a Matthew Hall    | 23. listopadu 2003 | 12. června 2005 |
| 7            | 3         | War Games     | Taktické cvičení      | Giles Foster      | Anthony Horowitz a Michael Russell | 30. listopadu 2003 | 19. června 2005 |
| 8            | 4         | The Funk Hole | Zašívárna             | Jeremy Silberston | Anthony Horowitz                   | 7. prosince 2003   | 26. června 2005 |

### Třetí řada (2004)
| Č. v seriálu | Č. v řadě | Původní název             | Český název          | Režie             | Scénář           | Premiéra v VB      | Premiéra v ČR     |
| ------------ | --------- | ------------------------- | -------------------- | ----------------- | ---------------- | ------------------ | ----------------- |
| 9            | 1         | The French Drop           | Francouzská finta    | Gavin Millar      | Anthony Horowitz | 24. října 2004     | 3. července 2005  |
| 10           | 2         | Enemy Fire                | Nepřítel dští oheň   | Gavin Millar      | Anthony Horowitz | 31. října 2004     | 10. července 2005 |
| 11           | 3         | They Fought in the Fields | Boj, vedený v polích | Jeremy Silberston | Rob Heyland      | 7. listopadu 2004  | 17. července 2005 |
| 12           | 4         | A War of Nerves           | Válka nervů          | Gavin Millar      | Anthony Horowitz | 14. listopadu 2004 | 24. července 2005 |

### Čtvrtá řada (2006–2007)
| Č. v seriálu | Č. v řadě | Původní název     | Český název        | Režie             | Scénář           | Premiéra v VB  | Premiéra v ČR     |
| ------------ | --------- | ----------------- | ------------------ | ----------------- | ---------------- | -------------- | ----------------- |
| 13           | 1         | Invasion          | Invaze             | Gavin Millar      | Anthony Horowitz | 15. ledna 2006 | 19. října 2008    |
| 14           | 2         | Bad Blood         | Zlá krev           | Jeremy Silberston | Anthony Horowitz | 22. ledna 2006 | 26. října 2008    |
| 15           | 3         | Bleak Midwinter   | Pochmurný prosinec | Gavin Millar      | Anthony Horowitz | 11. dubna 2007 | 2. listopadu 2008 |
| 16           | 4         | Casualties of War | Oběti války        | Tristram Powell   | Anthony Horowitz | 15. dubna 2007 | 9. listopadu 2008 |

### Pátá řada (2008)
| Č. v seriálu | Č. v řadě | Původní název  | Český název    | Režie           | Scénář           | Premiéra v VB  | Premiéra v ČR      |
| ------------ | --------- | -------------- | -------------- | --------------- | ---------------- | -------------- | ------------------ |
| 17           | 1         | Plan of Attack | Plán útoku     | Tristram Powell | Anthony Horowitz | 6. ledna 2008  | 16. listopadu 2008 |
| 18           | 2         | Broken Souls   | Zlomené duše   | Simon Langton   | Michael Chaplin  | 13. dubna 2008 | 23. listopadu 2008 |
| 19           | 3         | All Clear      | Konec poplachu | Tristram Powell | Anthony Horowitz | 20. dubna 2008 | 30. listopadu 2008 |

### Šestá řada (2010)
| Č. v seriálu | Č. v řadě | Původní název     | Český název   | Režie          | Scénář           | Premiéra v VB  | Premiéra v ČR  |
| ------------ | --------- | ----------------- | ------------- | -------------- | ---------------- | -------------- | -------------- |
| 20           | 1         | The Russian House | Ruský dům     | Stuart Orme    | Anthony Horowitz | 11. dubna 2010 | 3. ledna 2013  |
| 21           | 2         | Killing Time      | Zabíjení času | David Richards | David Kane       | 18. dubna 2010 | 10. ledna 2013 |
| 22           | 3         | The Hide          | Posed         | Stuart Orme    | Anthony Horowitz | 25. dubna 2010 | 17. ledna 2013 |

### Sedmá řada (2013)
| Č. v seriálu | Č. v řadě | Původní název     | Český název | Režie       | Scénář           | Premiéra v VB   | Premiéra v ČR   |
| ------------ | --------- | ----------------- | ----------- | ----------- | ---------------- | --------------- | --------------- |
| 23           | 1         | The Eternity Ring |             | Stuart Orme | Anthony Horowitz | 24. března 2013 | nebylo vysíláno |
| 24           | 2         | The Cage          |             | Stuart Orme | David Kane       | 31. března 2013 | nebylo vysíláno |
| 25           | 3         | Sunflower         |             | Andy Hay    | Anthony Horowitz | 7. dubna 2013   | nebylo vysíláno |

### Osmá řada (2015)
| Č. v seriálu | Č. v řadě | Původní název | Český název | Režie       | Scénář           | Premiéra v VB  | Premiéra v ČR   |
| ------------ | --------- | ------------- | ----------- | ----------- | ---------------- | -------------- | --------------- |
| 26           | 1         | High Castle   |             | Stuart Orme | Anthony Horowitz | 4. ledna 2015  | nebylo vysíláno |
| 27           | 2         | Trespass      |             | Stuart Orme | Anthony Horowitz | 11. ledna 2015 | nebylo vysíláno |
| 28           | 3         | Elise         |             | Andy Hay    | Anthony Horowitz | 18. ledna 2015 | nebylo vysíláno |